# دانشگاه تربیت مدرس
دانشگاه تربیت مدرس یک دانشگاه دولتی در ایران و تنها مرکز جامع تحصیلات تکمیلی کشور است که در شهر تهران قرار دارد. این دانشگاه در سال ۱۳۶۰ با عنوان "مدرسهٔ تربیت مدرس" و با هدف تربیت کادر هیئت علمی دانشگاه‌ها پس از انقلاب فرهنگی، به‌عنوان تنها دانشگاه تخصصی تحصیلات تکمیلی ایران تأسیس شد و در سال ۱۳۶۱ اقدام به پذیرش دانشجو در رشتهٔ مدیریت و برخی از رشته‌های علوم انسانی کرد. این مرکز در سال ۱۳۶۵ به دانشگاه تربیت مدرس ارتقا یافت. هم اکنون این دانشگاه کادر هیئت علمی دانشگاه های علی الخصوص برتر ایران را در مراتب استادیار، دانشیار، استاد و استاد ممتاز را تا حد زیادی تامین می کند. 
این دانشگاه یکی از دانشگاه های برتر ایران است که تنها در مقاطع کارشناسی ارشد و دکتری دانشجو می‌پذیرد.

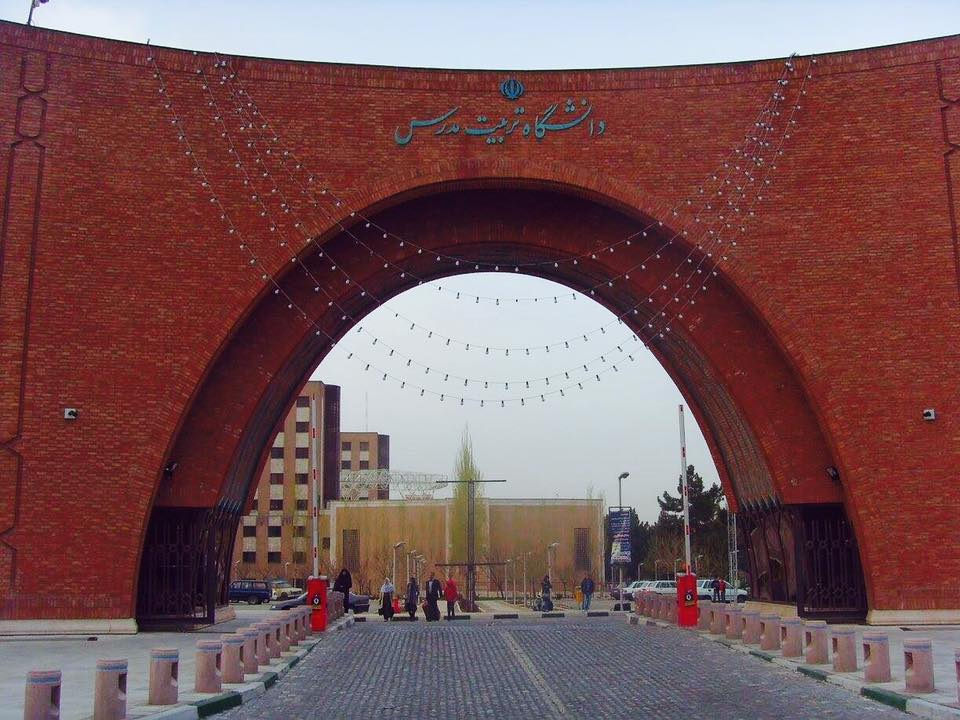
ورودی دانشگاه تربیت مدرس

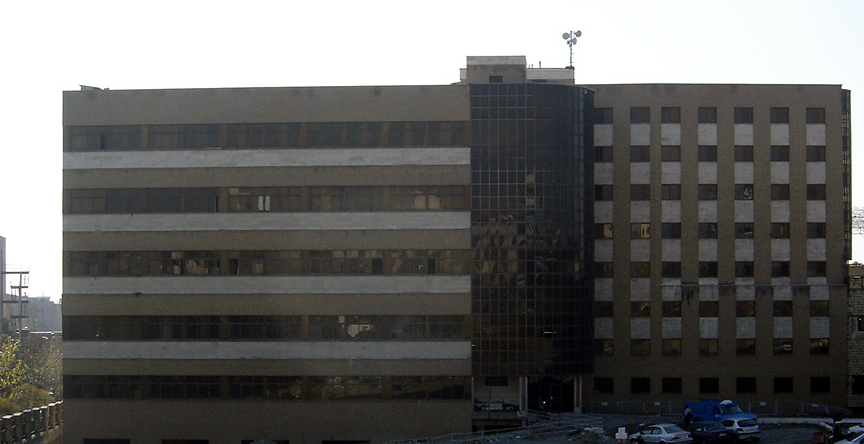
یکی از ساختمان‌های دانشگاه

## تعداد دانش‌آموختگان
بالغ بر ۹۸۴۸ دانشجوی ایرانی در مقطع‌های کارشناسی ارشد و دکترا و ۱۵۰ دانشجوی خارجی، در سال ۱۳۹۷ در این دانشگاه مشغول به تحصیل بوده‌اند. تعداد دانش‌آموختگانِ این دانشگاه تا سال ۱۳۹۷ بالغ بر سی و شش هزار نفر در دوره‌های مختلف فرا دکتری، دکتری، کارشناسی ارشد، دانشوری و معادل کارشناسی ارشد بوده‌است.
دانشگاه تربیت مدرس دارای بیش از ۷۵۰ عضو هیئت علمی است. تعداد مقالات دانشگاه ۳۲۴۷۳ مقاله بوده و همچنین این دانشگاه ۳۷۹۴ ثبت اختراع داشته‌است. کتابخانهٔ مرکزی دانشگاه نیز در زمرهٔ بزرگ‌ترین کتابخانه‌های کشور و جزو سه کتابخانه‌ای است که از سوی وزارت علوم، تحقيقات و فناوری برای اجرای طرح ملی تأمین مدرک، برگزیده شده‌است.

## رتبه
در سال ۲۰۲۴ بر اساس نظام رتبه بندی لایدن ، دانشگاه تربیت مدرس رتبه سوم را در میان دانشگاه های ایران بر اساس چهار معیار و شاخص کلی نظام رتبه‌بندی لایدن شامل مرجعیت علمی (تأثیر علمی)، دیپلماسی علمی، دسترسی آزاد به انتشارات و تنوع جنسیتی دارا می باشد. .
بر اساس جدید‌ترین ارزیابی انجام شده توسط نظام رتبه‌بندی سایمگو در سال ۲۰۲۴، دانشگاه تربیت مدرس در جایگاه دوم در میان دانشگاه های وزارت علوم قرار دارد. .
بر اساس معیارهای اصلی رتبه‌بندی در رتبه‌بندی D8-2022، عملکرد ۲۰ دانشگاه برتر ایران ارزیابی شده است که دانشگاه علوم پزشکی تهران، دانشگاه تهران و دانشگاه تربیت مدرس به ترتیب رتبه اول تا سوم را به خود اختصاص داده‌اند. دانشگاه تربیت مدرس در این رتبه بندی، رتبه دوم در میان دانشگاههای وابسته به وزارت علوم و رتبه سوم را در بین دانشگاه های زیرمجموعه وزارت علوم و وزارت بهداشت را کسب کرده است .
بر اساس گزارش ۲۰۲۱، سیستم رتبه‌بندی‌URAP که تمرکز بر کیفیت علمی دانشگاه‌ها دارد، دانشگاه تربیت مدرس در بین ۵۰۰ دانشگاه برتر جهان قرار دارد.
بر اساس رتبه‌بندی us news 2021 این دانشگاه بعد از دانشگاه تهران به‌عنوان دومین دانشگاه جامع کشور معرفی شد. بر اساس اعلام نظام رتبه‌بندی تایمز دانشگاه تربیت مدرس در هدف مشارکت در تحقق اهداف توسعه با کسب نمرهٔ ۷۱ توانست رتبهٔ ۸۰ در اثرگذاری را به خود اختصاص داده و در میان ۱۰۰ دانشگاه اثرگذار جهان قرار گیرد. معیارهای این هدف شامل تحقیق و پژوهش به معنی سهم نشریات علمی با همکاری نویسنده از کشور دیگر و تعداد انتشارات مربوط به اهداف ۱۱گانهٔ توسعهٔ پایدار است (اهداف توسعهٔ پایدار سازمان ملل متحد ۱۷ مورد است که مؤسسهٔ تایمز برای این رتبه‌بندی از ۱۱ مورد استفاده کرده‌است). بر اساس نتایج نظام رتبه‌بندی تایمز همچنین برای دانشگاه تربیت مدرس رتبهٔ ۲۰۰–۱۰۱ در هدف صنعت، نوآوری و زیرساخت و رتبهٔ ۲۰۱+ در هدف اشتغال مناسب و رشد اقتصادی و در هدف شهرها و جوامع پایدار رتبهٔ ۲۰۱+ اعلام شده‌است.
دانشگاه تربیت مدرس در نظام رتبه‌بندی لایدن و همچنین شانگهای به عنوان سومین دانشگاه بین کلیه دانشگاه‌های ایران بعد از دانشگاه تهران و دانشگاه علوم پزشکی تهران شناخته شده‌است.
با توجه به نتایج رتبه بندی موضوعی مؤسسه استنادی و پایش علم و فناوری جهان اسلام (ISC) در سال۲۰۲۳ در حوزه علوم طبیعی (شامل: علوم شیمی، ریاضیات، علوم کامپیوتر و اطلاعات، علوم فیزیکی، زمین و علوم محیطی و علوم زیستی) دانشگاه تربیت مدرس رتبه دوم را دارد و بخش شیمی دانشکده علوم پایه در رده بندی تامسون-رویترز همچنان جزو یک درصد برتر بخش های شیمی در جهان است .
در سال ۱۴۰۲ نیز دانشگاه تربیت مدرس با کسب بیشترین امتیاز، عنوان نخست موسسات علمی پژوهشی برتر هشتمین دوره سرآمدان علمی ایران را از آن خود کرد .
در بحث مدیریت سبز دانشگاه تربیت مدرس با تشکیل شورای مدیریت سبز و فعال کردن کمیته‌های تخصصی توانست در دومین همایش بین‌المللی دانشگاه سبز، به‌عنوان دانشگاه برتر در حوزهٔ مدیریت سبز انتخاب شود. این دانشگاه یکی از زیباترین فضاهای سبز را درمیان دانشگاه‌های ایران دارد.
پایگاه استنادی علوم جهان اسلام (ISC) سه سال متوالی از سال ۱۳۸۹ دانشگاه‌های کشور را بر اساس معیارها و شاخص‌های مصوب ISC که مورد تأیید ISESCO و وزرای آموزش عالی و تحقیقات علمی کشورهای اسلامی است رتبه‌بندی می‌کند. در آخرین اعلام نتایج این پایگاه بر اساس رتبه‌بندی دانشگاه‌های جامع برای سال ۹۶ و ۹۷، دانشگاه تربیت مدرس رتبهٔ دوم دانشگاه‌های جامع کشور را به خود اختصاص داد.
بر اساس رتبه‌بندی موضوعی نظام بین‌المللی QS که یکی از ۳ رتبه‌بندی معتبر دنیاست، دانشگاه تربیت مدرس در رشتهٔ حقوق رتبهٔ نخست کشوری را در بین تمام دانشگاه‌های ایران به دست آورد.
از اصلی‌ترین رقبای این دانشگاه می‌توان به دانشگاه تهران، دانشگاه صنعتی شریف و دانشگاه علم و صنعت اشاره کرد.

## دانشکده‌ها
این دانشگاه دارای ۱۷ دانشکده و ۱۵ مرکز پژوهشی در رشته‌های مختلف می‌باشد. دانشکده‌های آن:
- دانشکدهٔ مدیریت و اقتصاد: به دنبال تأسیس دانشگاه تربیت مدرس در سال ۱۳۶۱ فعالیت‌های آموزشی و پژوهشی مرتبط با حوزه‌های مدیریت، اقتصاد، حسابداری و علم اطلاعات و دانش‌شناسی در دانشکدهٔ علوم انسانی آغازشد. در سال ۱۳۸۷ براساس برنامهٔ راهبردی دانشگاه، دانشکدهٔ مدیریت و اقتصاد، اولین مجوز راه‌اندازی دانشکده از بین دانشکده‌های جدیدالتأسیس را از هیئت امنا دانشگاه اخذ و در سال ۱۳۸۸ با ۸ گروه آموزشی تشکیل شد.
- دانشکدهٔ حقوق: دانشکدهٔ حقوق در سال ۱۳۹۱ تأسیس شد و دارای ۵ گروه علمی حقوق خصوصی، حقوق کیفری و جرم‌شناسی، حقوق مالکیت فکری، حقوق عمومی و حقوق بین‌الملل می‌باشد. قبل از تشکیل دانشکدهٔ حقوق، گروه‌های یادشده در دانشکدهٔ علوم انسانی فعال بوده‌اند.
- دانشکدهٔ علوم انسانی: این دانشکده در سال ۱۳۶۱ تأسیس گردید. دارای گروه‌های باستان‌شناسی، تاریخ، تربیت بدنی، جامعه‌شناسی، جغرافیا و برنامه‌ریزی شهری، جغرافیا و برنامه‌ریزی روستایی، جغرافیای طبیعی، جغرافیای سیاسی، دروس مدرسی، روابط بین‌الملل، روان‌شناسی، آموزش زبان انگلیسی، زبان روسی، زبان فرانسه، زبان و ادبیات عربی، زبان و ادبیات فارسی، علوم قرآن و حدیث، فلسفه و حکمت و منطق، زبان‌شناسی، سنجش از دور، علوم تربیتی، علوم سیاسی و مطالعات زنان می‌باشد که هر یک از گروه‌های یاد شده دارای چندین گرایش هستند. این دانشکده دارای کتابخانهٔ تخصصی خود بوده که تنها کتابخانهٔ درون دانشکده‌ایِ دانشگاه تربیت مدرس می‌باشد. در حال حاضر سه آزمایشگاه روان‌شناسی، تربیت بدنی و سنجش از دور و علوم جغرافیا و ۶ کارگاه در دانشکده مشغول فعالیت است. همچنین این دانشکده دارای مجلات تخصصی علمی پژوهشی است؛ شامل: ۱. جستارهای زبانی ۲. جامعه‌شناسی تاریخی ۳. مطالعات ترجمهٔ قرآن و حدیث ۴. دراسات فی العلوم الانسانیة ۵. پژوهش‌های ادبیات تطبیقی ۶. برنامه‌ریزی و آمایش فضا ۷. فرهنگ و ادبیات عامه ۸. پژوهش‌های مدیریت در ایران ۹. پژوهش‌نامهٔ علم دینی ۱۰. نقد ادبی ۱۱. پژوهش‌های حقوق تطبیقی 12. The International Journal of Humanities است.
- دانشکدهٔ علوم پایه: در سال ۱۳۶۰ دانشکدهٔ علوم پایه با راه‌اندازی رشته‌های ریاضی، زمین‌شناسی، زیست‌شناسی، شیمی و فیزیک آغاز به کار کرد. با افزایش کادر هیئت علمی و پذیرش دانشجو و گسترش رشته‌های مورد نیاز، دانشکده به دانشکده‌های علوم ریاضی، علوم زیستی، فناوری‌های برتر و علوم پایه تبدیل شد. در حال حاضر دانشکدهٔ علوم پایه شامل بخش‌های زمین‌شناسی، شیمی و فیزیک می‌باشد. بخش زمین‌شناسی در چهار گروه پترولوژی، تکتونیک، زمین‌شناسی اقتصادی و زمین‌شناسی مهندسی فعالیت دارد. بخش شیمی در چهار گروه آلی، تجزیه، معدنی و شیمی فیزیک فعالیت دارد. بخش فیزیک نیز شامل سه گروه فیزیک اتمی مولکولی، فیزیک ماده چگال و فیزیک ذرات می‌باشد.
- دانشکدهٔ علوم پزشکی: دانشکدهٔ علوم پزشکی در ۱۳۶۲ با پذیرش دانشجوی کارشناسی ارشد در رشته‌های مختلف علوم پزشکی تأسیس شد و اولین دورهٔ دانشجویان آن در ۱۳۶۴ فارغ‌التحصیل شدند. در ۱۳۶۷دورهٔ دکترا در پنج رشتهٔ علوم پزشکی شامل انگل‌شناسی، آناتومی، باکتری‌شناسی و بیوشیمی راه‌اندازی شد. دانشکدهٔ علوم پزشکی دارای ۲۱ گروه آموزشی است. آزمایشگاه‌های دانشکدهٔ علوم پزشکی شامل آزمایشگاه ایمنی‌شناسی، آزمایشگاه انگل‌شناسی، باکتری‌شناسی، بیوتکنولوژی، بیوشیمی بالینی، ژنتیک پزشکی، سم‌شناسی، علوم تشریح، فیزیک پزشکی، فیزیولوژی، فیزیوتراپی، قارچ‌شناسی پزشکی، ویروس‌شناسی پزشکی، خون‌شناسی و بانک خون، آزمایشگاه مهندسی بهداشت محیط، آزمایشگاه مهندسی بهداشت حرفه‌ای، آزمایشگاه حیوانات و آزمایشگاه عمومی (مرکزی) می‌باشد.
- دانشکدهٔ علوم ریاضی: دانشکدهٔ علوم ریاضی متشکل از گروه‌های آمار، ریاضی محض، ریاضی کاربردی و علوم کامپیوتر است که از سال ۱۳۸۷ فعالیت خود را در محل دانشکدهٔ علوم پایه آغاز نمود. سابقهٔ تأسیس این دانشکده به سال ۱۳۶۳ و برپایی گروه‌های آمار، ریاضی کاربردی (گرایش آنالیز عددی) و ریاضی محض برمی‌گردد. همچنین از سال ۱۳۸۵ در گروه ریاضی محض در مقطع کارشناسی‌ارشد و از سال ۱۳۸۷ در رشتهٔ علوم کامپیوتر در مقطع کارشناسی‌ارشد دانشجو پذیرش کرد.
- دانشکدهٔ علوم زیستی: فعالیت‌های آموزشی و پژوهشی مرتبط با علوم زیستی در دانشکدهٔ علوم پایه در دو گروه علوم گیاهی و ژنتیک از سال ۱۳۶۶ آغاز گردید. در سال ۱۳۶۷ گروه بیوشیمی ـ بیوفیزیک نیز به این مجموعه اضافه گردید و پس از آن در سال ۱۳۷۲ یک بخش با عنوان بخش زیست‌شناسی شامل چهار گروه علوم گیاهی، ژنتیک، بیوشیمی و بیوفیزیک شکل گرفت. در سال ۱۳۸۶ رشته نانوبیوتکنولوژی نیز به این مجموعه اضافه شد. در ۱۳۸۸ بخش زیست‌شناسی به دانشکدهٔ علوم زیستی اضافه شد.
- دانشکدهٔ علوم و فناوری‌های بین‌رشته‌ای: هدف از تغییر مأموریت دانشکده فناوری‌های برتر به دانشکدهٔ علوم و فناوری‌های بین‌رشته‌ای در دانشگاه تربیت مدرس ایجاد گروه‌های علمی (آموزشی و پژوهشی) بین‌رشته‌ای مرتبط با فناوری‌های راهبردی و برای همگرایی و هم‌افزایی فعالیت‌های علمی بین‌رشته‌ای در دانشگاه و در راستای افق‌های ترسیم‌شده در طرح راهبردی دانشگاه می‌باشد. بر این اساس این دانشکده به عنوان محل انجام فعالیت‌های بین‌رشته‌ایِ ویژه تعیین می‌گردد. حوزه‌های مدنظر برای این مرکز در موضوعات بین رشته‌ای از قبیل سیستم‌ها و مواد پیشرفته، انرژی‌های نو و فناوری‌های زیستی و پزشکی می‌باشد.
- دانشکدهٔ فنی و مهندسی: دانشکدهٔ فنی و مهندسی دانشگاه تربیت مدرس در سال ۱۳۶۲ با فعالیت در سطح کارشناسی‌ارشد تأسیس یافت و در سال ۱۳۶۹ با پذیرش دانشجو در مقطع دکترای تخصصی فعالیت خود را توسعه داد. در سالیان اخیر همراه با افزایش تعداد دانشجویان، در راستای بهبود کیفیت خدمات آموزشی و پژوهشی به‌تدریج دانشکده‌های مهندسی برق و کامپیوتر، مهندسی عمران و محیط زیست، مهندسی شیمی، مهندسی مکانیک و مهندسی صنایع و سیستم‌ها مستقل شدند.
- دانشکدهٔ کشاورزی: دانشکدهٔ کشاورزی در سال ۱۳۶۱ تأسیس گردید. مکان استقرار اولیه این دانشکده در دانشکدهٔ اقتصاد دانشگاه شهید دکتر بهشتی بود، این دانشکده در سال ۱۳۶۲ در دوازده رشتهٔ کشاورزی (آبیاری و زهکشی، اصلاح نباتات، اقتصاد کشاورزی، باغبانی، بیماری‌شناسی گیاهی، تأسیسات آبیاری، ترویج و آموزش کشاورزی، حشره‌شناسی کشاورزی، خاک‌شناسی، دامپروری، زراعت و مکانیک ماشین‌های کشاورزی) و شش رشتهٔ منابع طبیعی به تربیت دانشجو پرداخت. در سال ۱۳۶۳ به محل فعلی دانشگاه تربیت مدرس در دانشکدهٔ علوم انسانی مستقر و تمامی رشته‌های آن فعال گردید. در سال ۱۳۷۲ به محل فعلی دانشکده (کیلومتر ۱۷ اتوبان تهران کرج) منتقل شد. درحال حاضر این دانشکده دارای حدود ۴۰ هکتار زمین، ۵ هکتار مزارع اصلاح‌شده، ۲۴۵۲۰ متر مربع بنا (ساختمان)، استخر، باشگاه ورزشی و خوابگاه‌های دانشجویی می‌باشد.
- دانشکدهٔ منابع طبیعی و علوم دریایی: دانشکدهٔ منابع طبیعی و علوم دریایی به دلیل ماهیت رشته‌ها در کنار دریای خزر و جنگل‌های شمال کشور در محیطی بالغ بر ۷۰ هکتار (در دو بخش ساحلی و جنگلی) در شهرستان نور استان مازندران از سال ۱۳۶۹ فعالیت خود را آغاز کرده‌است. این دانشکده در ۲۰ گرایش تحصیلی در قالب ۹ گروه آموزشی به شرح: ۱. آبخیزداری ۲. محیط زیست ۳. مرتع‌داری ۴. علوم و صنایع چوب و کاغذ ۵. تکثیر و پرورش چوب و کاغذ ۵. تکثیر و پرورش آبزیان ۶. فراوری محصولات شیلاتی ۷. زیست‌شناسی دریا ۸. فیزیک دریا ۹. علوم و مهندسی جنگل فعال می‌باشد. این دانشکده علاوه برداشتن آزمایشگاه‌های مجهز، دارای یک جنگل آموزشی پژوهشی به مساحت ۱۸۷۰ هکتار در منطقهٔ ملاکلا با فاصلهٔ ۲۵ کیلومتری از محل دانشکده می‌باشد. دانشکدهٔ منابع طبیعی و علوم دریایی دارای دو مجلهٔ علمی پژوهشی با عناوین علوم و فنون شیلات به فارسی و ecopersia به انگلیسی می‌باشد.
- دانشکدهٔ برق و کامپیوتر: دانشکدهٔ مهندسی برق و کامپیوتر دانشگاه تربیت‌مدرس در طول نزدیک به سه دهه فعالیت، دوره‌های کارشناسی‌ارشد و دکتری را در گرایش‌های اصلی مهندسی برق و کامپیوتر عرضه نموده‌است. این گرایش‌ها شامل: الکترونیک، کامپیوتر، کنترل، قدرت، مخابرات، مهندسی پزشکی و گرایش‌های جدید بین‌رشته‌ای نانو الکترونیک، فناوری اطلاعات و فناوری ارتباطات و اطلاعات می‌باشد. در راستای افزایش قابلیت‌های پژوهشی دانشجویان در فرایند انجام پروژه‌ها «مرکز ملی مطالعات و برنامه‌ریزی شبکه‌های قدرت»، «مرکز نوآوری سامانه‌های ارتباطی سیار» و «مرکز تحقیقات مبارزه با هرزنامه» در این مجموعه مشغول به فعالیت هستند.
- دانشکدهٔ مهندسی شیمی: دانشکدهٔ مهندسی شیمی دانشگاه تربیت مدرس، به‌عنوان تنها دانشکدهٔ تحصیلات تکمیلی مهندسی شیمی در کشور در سال ۱۳۶۲ تاًسیس شد. رسالت اصلی این دانشکده، تربیت نیروهای متخصص و کارآمد در سطح کارشناسی ارشد و دکترا به منظور رفع نیازهای آموزشی-پژوهشی و صنعتی کشور در زمینه‌های فرایندهای مهندسی شیمی، نفت و پتروشیمی، مهندسی پلیمر، زیست‌فناوری و زیست پزشکی بوده‌است.
- دانشکدهٔ مهندسی صنایع و سیستم‌ها: مهندسی صنایع از اولین گروه‌های تشکیل‌دهندهٔ دانشکدهٔ مهندسی دانشگاه تربیت مدرس بود که در سال ۱۳۶۳ اولین دورهٔ تحصیلات تکمیلی مهندسی صنایع در ایران را راه‌اندازی کرد. در مدت کوتاهی پس از تأسیس، گروه مهندسی صنایع با سه گروه مهندسی صنایع، مدیریت سیستم و بهره‌وری، و مهندسی سیستم‌های اقتصادی-اجتماعی ارتقا یافت. گروه مهندسی فناوری اطلاعات نیز بعداً به گروه‌های بخش اضافه شد. در سال ۱۳۶۸، اولین دورهٔ دکترای مهندسی صنایع کشور توسط بخش مهندسی صنایع آغاز گردید و اولین مدرک دکترای مهندسی صنایع کشور در سال ۱۳۷۵ داده شد. در سال ۱۳۹۴ بر اساس توانمندی‌ها و دستاوردهای بخش مهندسی صنایع، هیئت امنای دانشگاه تربیت مدرس با ارتقای سازمانی آن به دانشکدهٔ مهندسی صنایع و سیستم‌ها موافقت نمود و بدین ترتیب زمینه برای رشد هرچه بیشتر این واحد علمی فراهم‌تر شد.
- دانشکدهٔ مهندسی عمران و محیط زیست: دانشکدهٔ مهندسی عمران و محیط‌زیست دانشگاه تربیت مدرس فعالیت خود را با هدف تربیت اعضای هیئت علمی و متخصصان مطلع و آگاه در زمینهٔ مهندسی عمران از سال ۱۳۶۱ آغاز کرد. ارائهٔ خدمات علمی و پژوهشی در دورهٔ تحصیلات تکمیلی با هدف تولید علم و رفع نیازهای کشور از برنامه‌های مهم این دانشکده بوده و هست. از پتانسیل‌های این دانشکده می‌توان به ایجاد ۹ گروه تخصصی در زمینه‌های مختلف مهندسی عمران و محیط‌زیست، پژوهشکدهٔ آب، مرکز تحقیقات و روسازی، مرکز کامپیوتر، کتابخانه، ۶ آزمایشگاه، مجلهٔ علمی پژوهشی، ده‌ها کتاب تألیفی و ترجمه‌ای و صدها مقالهٔ علمی پژوهشی بین‌المللی اشاره نمود. برگزاری کنفرانس در دانشکده مانند کنفرانس بین‌المللی مهندسی عمران نیز ازجمله سایر فعالیت‌های این دانشکده است.
- دانشکدهٔ هنر و معماری: دانشکدهٔ هنر مسئولیت آموزش دانشجویان تحصیلات تکمیلی را در رشته‌های هنرهای تجسمی، هنرهای نمایشی و اجرایی، معماری و شهرسازی، مدیریت پروژه و هنرهای اسلامی بر عهده دارد. دانشکده هنر برای کلیهٔ دانشجویان خود مجموعه‌ای از مهارت‌های فنی و بینش فرهنگی لازم برای طی دوره‌های آموزش حرفه‌ای هنر، پژوهش‌های دانشگاهی، مدرسی یا اجرایی را مهیا کرده‌است. برخی از دوره‌های کارشناسی‌ارشد این دانشکده پیرو مبانی مطالعات نظری در رشته‌های مرسوم دانشگاهی ارائه شده، حال آنکه برخی دیگر از طریق دوره‌های آموزشی میان‌رشته‌ای، دانشجویان را به افق‌های نوینی از تحقیقات تازه سوق داده و توانمندی‌های حرفه‌ای آن‌ها را برای ورود به عرصهٔ کار و صنعت تقویت می‌کنند.
- دانشکدهٔ مهندسی مکانیک: دانشکدهٔ مکانیک در ۱۳۶۲ آغاز به کار کرده و به مدت سی سال یکی از بخش‌های دانشکده فنی و مهندسی بوده‌است. دانشکدهٔ مهندسی مکانیک در سال ۱۳۹۲ مستقل شد و هم‌اکنون دارای چهار گرایش تبدیل انرژی، ساخت و تولید، طراحی کاربردی و هوافضا است. این دانشکده دارای ۲۳ آزمایشگاه و کارگاه در زمینه‌های مختلف نظیر دینامیک سیالات محاسباتی، شبیه‌سازی احتراق، جریان‌های دوفازی، مکاترونیک، پیشرانش و غیره است.

## مراکز پژوهشی
- پژوهشکدهٔ اقتصاد: پژوهشکدهٔ اقتصاد دانشگاه تربیت مدرس در دی‌ماه سال ۱۳۶۸ فعالیت خود را در قالب مؤسسهٔ تحقیقات اقتصادی آغاز نمود و پس از یک دهه فعالیت در سال ۱۳۷۷ با اخذ موافقت قطعی از وزارت علوم، تحقیقات و فناوری به پژوهشکدهٔ اقتصاد ارتقا یافت.
- پژوهشکدهٔ فناوری اطلاعات: پژوهشکدهٔ فناوری اطلاعات، در زمستان ۱۳۸۰ با اهداف ساماندهی و بسترسازی مناسب علمی-فرهنگی برای بهره‌گیری از امکانات فناوری اطلاعات در کشور تأسیس شد.
- پژوهشکدهٔ مهندسی آب: با توجه به اهمیت و ضرورت پرداختن به مسائل آب کشور از جنبه‌های مختلف علمی، پژوهشکدهٔ مهندسی آب دانشگاه تربیت مدرس به عنوان اولین پژوهشکدهٔ تخصصی چندجنبه‌ای در زمینهٔ مهندسی آب کشور در چهار گروه تخصصی هیدرولیک، هیدروانفورماتیک، محیط زیست، و منابع آب در دی‌ماه سال ۱۳۸۱ تأسیس و به عنوان اولین پژوهشکدهٔ تخصصی مهندسی آب موفق به اخذ موافقت قطعی شورای گسترش آموزش عالی وزارت علوم، تحقیقات و فناوری شد.
- پژوهشکدهٔ مهندسی محیط زیست: پژوهشکدهٔ محیط زیست فعالیت خود را در حوزهٔ مطالعات بررسی، شناسایی، مدل‌سازی، آسیب‌شناسی، ارزیابی و سایر حوزه‌های محیط زیست در آب، هوا، خاک، پاک‌سازی و مدیریت محیط زیست در منابع طبیعی و معادن و صنایع و مدیریت شهری آغاز نمود. این پژوهشکده به امکانات و تجهیزات آزمایشگاهی پیشرفته مانند GC، اسپکتروفوتومتر، TOC meter و … و تجهیزات سنجش صوت و نمونه‌برداری از خاک و آب مجهز می‌باشد. همکاری و عقد تفاهم‌نامه با دانشگاه‌ها و نهادهای علمی و پژوهشی بین‌المللی خارجی مستقر در کشورهای آلمان، سوئد، ترکیه، فرانسه، اسپانیا و موافقت‌نامه‌های همکاری پژوهشی و اجرایی با وزارت راه و شهرسازی، آزمایشگاه‌های معتمد محیط زیست و تعدادی از شرکت‌های اجرایی و مشاوره خصوص فعال در حوزه محیط زیست توانمندی‌ها و ظرفیت‌های اجرای این پژوهشکده را دوچندان کرده‌است.
- مرکز تحقیقات چابهار: گروه پژوهشی خدمات بهداشتی و سلامت چابهار وابسته به دانشگاه تربیت مدرس از سال ۱۳۷۹ فعالیت خود را در زمینه‌های تحقیقاتی موردنیاز منطقه مانند مالاریا، بهداشت خانواده، بهداشت فردی، کم‌خونی دختران، کچلی، تالاسمی، سل، التور، کنترل مرگ‌ومیر گروه‌های هدف و بسیاری از موضوعات بهداشتی موجود آغاز نمود و در سال ۱۳۸۲ نیز مجوز موافقت قطعی فعالیت رسمی دائمی این مرکز از سوی شورای گسترش آموزش عالی صادر شد. مرکز تحقیقات بهداشتی و سلامت اجتماعی این دانشگاه تحقیقات گسترده‌ای را در منطقه انجام داده و نتیجهٔ تحقیقات را نیز به منظور پیشگیری و درمان بیماری‌ها به مراکز ذی‌ربط ارسال نموده‌است؛ همچنین تاکنون نسبت به آموزش بهداشت در مدارس و مناطق محروم و روستاهای شهرستان چابهار اقدام نموده و در حال حاضر فعالیت‌های تحقیقاتی گسترده این مرکز مطابق برنامه مدون، به‌صورت مستمر در حال اجراست.
- مرکز تحقیقات زبان و ادبیات فارسی: مرکز تحقیقات زبان و ادبیات فارسی در سال ۱۳۷۸ تأسیس شد. از وظایف این مرکز می‌توان تصحیح و چاپ متون زبان و ادبیات فارسی، ترجمهٔ آثار ادبی فارسی و فرهنگ ایرانی به زبان‌های دیگر، ترجمهٔ آثار پژوهشگران دربارهٔ زبان و ادبیات فارسی و ایران‌شناسی و رشته‌های وابسته به زبان فارسی، تدوین کتاب‌های مرجع، درسنامه‌های آموزشی و کمک‌آموزشی زبان و ادبیات فارسی و فرهنگ‌های دوزَبانه، ایجاد بانک اطلاعات علمی در حوزهٔ زبان و ادبیات فارسی، برقراری روابط علمی و تحقیقاتی با انجمن‌ها و مراکز آموزشی و پژوهشی زبان و ادبیات فارسی و ایران‌شناسی و رشته‌های وابسته در سراسر جهان، پذیرش استادان و محققان متقاضی فرصت‌های مطالعاتی، برگزاری دوره‌های کوتاه مدت آموزشی زبان و ادبیات فارسی در ایران، برگزاری دوره‌های آموزشی در خارج از کشور با همکاری مراکز دانشگاهی کشورهای میزبان، انتشار نشریات علمی، ارائهٔ خدمات مشاوره علمی، پذیرش و هدایت پایان‌نامه‌های تحصیلی دانشجویان زبان و ادبیات فارسی در داخل و خارج از کشور و غیره را برشمرد.
- مرکز آموزش زبان فارسی به غیرفارسی‌زبانان: این مرکز با اهدف آموزش زبان فارسی به غیرفارسی‌زبانان ایجاد گردید، افراد در این مرکز در کنار یادگیری زبان فارسی با فرهنگ و تمدن ایرانی آشنا می‌شوند. این مرکز به دانشجویان غیرفارسی‌زبان چه در تربیت مدرس و چه سایر دانشگاه‌های کشور، ایرانیان متولد خارج از ایران که مشتاق یادگیری زبان فارسی و شناخت فرهنگی و پیشینهٔ خود می‌باشند و به‌طور کلی افراد غیرفارسی‌زبانی که با هدف‌های گوناگون مانند تجارت، توریسم و غیره به ایران می‌آیند؛ آموزش زبان فارسی می‌دهد.
- مرکز تحقیقات مهندسی راه و ترابری: ارتقاء سطح دانش جامعهٔ مهندسین راه و انجام پروژه‌های مطالعاتی، تحقیقاتی و کاربردی مورد نیاز وزارت راه و شهرسازی و سازمان‌های تحت‌پوشش از جمله اهداف این مرکز تحقیقات دانشگاهی است. این مرکز، با ایجاد ظرفیت‌های جدید علمی و پژوهشی و استفاده مطلوب از توان علمی، تخصصی، آزمایشگاهی دانشگاه تربیت مدرس در راستای پاسخ‌گویی به نیازهای صنعت راه و شهرسازی شکل گرفت.
- مرکز تحقیقات و توسعهٔ زیست‌فناوری: از سال ۱۳۷۹ اقدامات عملی برای ایجاد مرکز تحقیقات و توسعه زیست فناوری شروع شد و درنهایت این مرکز که وابسته به دانشگاه تربیت مدرس می‌باشد در تاریخ ۸۳/۷/۱۱ با مجوز اصولی از طرف شورای عالی گسترش وزارت علوم، تحقیقات و فناوری تأسیس شد و در تاریخ ۸۶/۹/۲۴ موفق به اخذ موافقت قطعی گردید. از سال ۱۳۷۹ به منظور پیگیری فعالیت‌های اجرایی مرکز نسبت به تأسیس دبیرخانهٔ آن در دانشکدهٔ علوم پزشکی شمارهٔ ۱ اقدام گردید. از سال ۱۳۸۳ امورات مربوط به جایزهٔ بیوتکنولوژی که تا آن زمان توسط شورای بیوتکنولوژی دانشگاه انجام می‌پذیرفت بر عهدهٔ مرکز قرار گرفت.
- مرکز مطالعات حقوقی: مرکز مطالعات حقوقی وابسته به دانشگاه تربیت مدرس، در سال ۱۳۹۰ به منظور پاسخگویی به نیازهای پژوهشی کشور در زمینه‌های مختلف حقوقی در دانشگاه تربیت مدرس تأسیس شد. این مرکز دارای شخصیت حقوقی و استقلال مالی است و از سال ۱۳۹۰ در قوانین بودجه هر سال، بودجه مستقلی به این مرکز اختصاص یافته‌است. تصحیح و چاپ متون علمی، ترجمهٔ آثار پژوهشگران حقوقی، ایجاد بانک اطلاعاتی علمی حقوقی، برقراری روابط علمی و تحقیقاتی با انجمن‌های علمی و مراکز آموزشی و پژوهشی مرتبط، برگزاری دروه‌های کوتاه مدت آموزشی در مسائل مختلف حقوقی و انتشار نشریات علمی حقوقی نیز از دیگر اموری است که به‌عنوان وظایف اصلی مرکز تعریف شده‌است.
- مرکز مطالعات فرهنگ و اندیشهٔ دینی: مرکز مطالعات فرهنگ و اندیشه دینی وابسته به دانشگاه تربیت مدرس، در سال ۱۳۸۱ تأسیس شده‌است. این مرکز با ۲۰ نفر عضو هیئت علمی مستقر در مجموعه خود و ۱۲۰ نفر هیئت علمی همکار در گروه‌های آموزشی و پژوهشی و همچنین تعداد زیادی از دانشجویان دکتری و دانش آموختگان رشته‌های مرتبط، شبکهٔ علمی بسیار مناسبی برای پاسخگویی به نیازهای علمی و تحقیقاتی در عرصهٔ فرهنگ و اندیشهٔ دینی در سطح ملی فراهم آورده‌است.
- مرکز مطالعات مدیریت: مرکز ملّی مطالعات مدیریت وابسته به دانشگاه تربیت مدرس در سال ۱۳۹۱ تأسیس گردیده‌است. این مرکز دارای شخصیت حقوقی و استقلال مالی است و در قانون بودجهٔ کل کشور دارای ردیف بودجه برای کمک به حل مسایل بنیادین مدیریت می‌باشد. این مرکز به سازمان‌ها، بنگاه‌ها و نهادهای جمهوری اسلامی ایران و کشورهای منطقه در شناسایی مسایل اساسی، ارائهٔ راه‌حل‌ها و اجرای راهکارها خدمات و مشاورهٔ مدیریت ارایه می‌دهد.
- مرکز مطالعات مدیریت و توسعهٔ فناوری: پژوهشکدهٔ مطالعات مدیریت و بهره‌وری ایران وابسته به دانشگاه تربیت مدرس در سال ۱۳۷۲ تأسیس شد. از جمله وظایف مرکز می‌توان به موارد: انجام مطالعات و تحقیقات در زمینهٔ مسائل و مشکلات مدیریت در کشور و ارائهٔ راه‌حل‌های مناسب، کمک به مستندسازی تجربیات مدیریت بومی کشور در چارچوب شیوه‌های علمی، پرورش و تربیت نیروهی متخصص و کارآمد در سطوح مختلف و اشاعهٔ فنون مدیریت علمی و کاربردی، مشاوره و انجام خدمات مدیریت و طراحی سیستم‌های عملیاتی به منظور افزایش کارایی و بهره‌وری در نهادهای دولتی و خصوصی، برقراری ارتباط با مجامع و مؤسسات علمی و پژوهشی داخل و خارج از کشور به منظور تبادل اطلاعات و دانش مدیریت، تبیین مفاهیم علمی نوین مدیریت از طریق ارائهٔ دوره‌های کوتاه‌مدت و برگزاری گردهمایی‌ها و همایش‌های داخلی و خارجی و انتشار مطالب آن‌ها، تألیف، ترجمه و تدوین کتب، مقالات و رساله‌های علمی در زمینهٔ مدیریت و بهره‌وری، ایجاد پایگاه‌های اطلاعاتی و جمع‌آوری داده‌ها و اسناد و مدارک و منابع علمی از زمینه‌های مربوط و نشر آن‌ها برای استفادهٔ محققان، مدرسان و مدیران ارشد کشور اشاره کرد.
- مرکز ملی مطالعات و برنامه‌ریزی شبکه‌های قدرت: این مرکز بر اساس مجوز قطعی به شمارهٔ ۶۱۹/۲۲ مورخ ۳۰/۱/۱۳۸۳ شورای گسترش آموزش عالی وزارت علوم، تحقیقات و فناوری تأسیس و فعالیت‌های گسترده‌ای در زمینه‌های گوناگون مرتبط با صنعت برق از مشاوره، مطالعه، آموزش و پژوهش داشته‌است. این مرکز تاکنون دو تفاهم‌نامهٔ همکاری‌های پژوهشی، مشاوره‌ای با شرکت مادر تخصصی تولید، انتقال و توزیع نیروی برق ایران (توانیر) و شرکت مدیریت شبکهٔ برق ایران منعقد کرده‌است. مرکز ملی مطالعات و برنامه‌ریزی شبکه‌های قدرت، ضمن توسعهٔ چهار نرم‌افزار حرفه‌ای در زمینهٔ مطالعات توسعه‌ای شبکه‌های قدرت، با ایجاد ارتباط با شرکت‌های بین‌المللی ارائه‌کنندهٔ نرم‌افزارهای حرفه‌ایِ دیگر، جامع‌ترین مجموعهٔ نرم‌افزاری مرتبط را فراهم کرده‌است که تقریباً در سطح کشور بی‌نظیر است.

## دانش‌آموختگان نامدار
بسیاری از دانش آموختگان این دانشگاه از نخبگان علمی، فرهنگی و سیاسی ایران هستند. این دانشگاه و به‌ویژه دانشکده‌های علوم انسانی آن، دانش آموختگان و استادان مشهور و برجسته‌ای دارد که از جمله آن می‌توان به محمدرضا حافظ نیا (اولین دانش‌آموخته این دانشگاه)، سید علی احمدزاده، میر حسین موسوی، معصومه ابتکار، محمدحسین پاپلی یزدی، سید هاشم اقاجری، عماد افروغ، حسین شکوئی، یحیی صفوی، حاتم قادری، محسن کدیور، سید عطاءالله مهاجرانی، صادق آیینه‌وند، علی‌رضا بهشتی، مرتضی شهبازی‌نیا، غلامحسین الهام، بیژن رنجبر، حشمت‌الله فلاحت‌پیشه، علی‌رضا صدرا، محمد باقر غزنوی قوشچی، و محمد باقری اشاره نمود.
از فارغ‌التحصیلان دانشکدهٔ هنر و معماری این دانشگاه نیز می‌توان به مهران رجبی (بازیگر)، اصغر فرهادی (کارگردان جدایی نادر از سیمین)، اونیش امین‌اللهی، خشایار مصطفوی کارگردان، علی مسرور (مدرس و کارگردان)، محمد بحرانی (بازیگر و صدا پیشه: جناب خان، ببعی و آقوی همساده)، فیاض موسوی (کارگردان و نویسنده)، مجید کاشانی (طراح گرافیک)، مه‌لقا باقری (بازیگر سینما، تئاتر)، مجید سرسنگی، نغمه ثمینی، فاطمه اختصاری (شاعر و نویسنده) حسام منظور (بازیگر سینما تئاتر و تلویزیون) و… اشاره کرد.
میرحسین موسوی، نامزد دهمین دورهٔ انتخابات ریاست‌جمهوری، از اعضای سابق هیئت علمی این دانشگاه بود که پس از حوادث بعد از انتخابات از این دانشگاه بازنشسته شد و نخستین بازنشستهٔ دانشکدهٔ علوم انسانی این دانشگاه به‌شمار می‌رود.
همچنین، محمدباقر قالیباف رئیس مجلس شورای اسلامی از دانش آموختگان این دانشگاه است.
- سید علی احمدزاده استاندار کهگیلویه و بویراحمد در دولت سیزدهم حقوقدان و وکیل دادگستری
- علی اصغر فانی وزیر سابق آموزش‌وپرورش در دولت یازدهم
- جعفر توفیقی وزیر علوم در دولت خاتمی و مشاور عالی وزارت علوم در دولت روحانی
- محمدمهدی زاهدی وزیر علوم در دولت احمدی‌نژاد
- منصور غلامی وزیر علوم در دورهٔ دوم دولت روحانی و رئیس سابق دانشگاه بوعلی سینا
- مسعود میر کاظمی وزیر بازرگانی و نفت در دولت احمدی‌نژاد
- صادق خلیلیان وزیر جهاد کشاورزی در دولت احمدی‌نژاد و استاندار خوزستان در دولت سیزدهم
- عبدالرضا رحمانی فضلی وزیر کشور در دولت روحانی
- محمود مهرمحمدی سرپرست دانشگاه فرهنگیان، محمد علی دهقان[۹] رئیس سابق سازمان بورس و اوراق بهادار تهران (۱۳۹۹–۱۴۰۰)
- سید یحیی رحیم صفوی دستیار و مشاور رهبری
- سعید محمد فرمانده سابق قرارگاه سازندگی خاتم الانبیا و مشاور فرماندهٔ کل سپاه پاسداران و محمد پاکپور فرماندهٔ کل سپاه

از جملهٔ دانش‌آموختگانِ این دانشگاه می‌باشند.
از مخترعین نامی این دانشگاه می توان به محمدعلی بقایی دانشجوی دکتری دانشکده کشاورزی اشاره کرد. ثبت اختراع در حوزه سموم گیاه پایه برای کنترل نماتد مولد گرده و زخم ریشه می باشد همچنین موسس شرکت دانش بنیان خرم بهار آتیس هستند.  
همچنین از جمله نمایندگان ادوار مجلس شورای اسلامی در بین اعضای هیئت علمی این دانشگاه می‌توان به ابراهیم عزیزی نمایندهٔ کرمانشاه در ادوار پنجم و یازدهم و همچنین عضو سابق و اولین سخنگوی شورای نگهبان و معاونت ریاست‌جمهوری در دورهٔ احمدی‌نژاد، محمدرضا امین‌ناصری، نمایندهٔ آستانه‌اشرفیه در مجلس اول، علی قنبری، نمایندهٔ فارسان در مجلس پنجم و ششم، ابوالفضل شکوری، نمایندهٔ زنجان در مجلس ششم، عادل آذر، نمایندهٔ دهلران در مجلس هفتم، مهدی کوچک‌زاده نمایندهٔ تهران در مجلس هفتم، هشتم و نهم، علی‌محمد احمدی نمایندهٔ دهلران در مجلس نهم و استاندار کهگیلویه و بویراحمد، محمود صادقی نمایندهٔ تهران در مجلس دهم و حشمت‌الله فلاحت‌پیشه نمایندهٔ اسلام‌آباد غرب و دالاهو در مجلس هفتم، هشتم و دهم و رئیس سابق کمیسیون امنیت ملی و سیاست خارجی مجلس شورای اسلامی اشاره کرد.